# GAIA (Janne Da Arcのアルバム)
『GAIA』（ガイア）は、日本のヴィジュアル系ロックバンド・Janne Da Arcが2002年1月23日にmotorodから発売したメジャー3枚目のオリジナルアルバムである。

## 概要
「研究して音を録った。勢いだけじゃなくて、音楽的に洗練されたモノを作ろう。その辺のロックバンドと一緒にしないでもらおうか!」というコンセプトを掲げている。
9thシングル「seed」から11thシングル「feel the wind」までの3曲と、他9曲が収録されている。また、これら3つのシングルはどれもアルバムバージョンとして収録されているが、タイトルの表記に変更点はなし。
シングル、アルバム通じて初のオリコンチャートTOP10入りを果たした。このアルバムが発売された後に発売されたシングルとアルバムは、リカットシングルである「Rainy 〜愛の調べ〜」以外は全てTOP10に入っている。

## 収録曲
1. GAIA
作詞：yasu
作曲：you、yasu
編曲：Janne Da Arc、岡野ハジメ
今作の表題曲。
2. セル
作詞：yasu、kiyo
作曲：kiyo
編曲：Janne Da Arc、岡野ハジメ
3. sister
作詞・作曲：yasu
編曲：Janne Da Arc、岡野ハジメ
4. feel the wind
作詞・作曲：yasu
編曲：Janne Da Arc、岡野ハジメ
ストリングスアレンジ：村山達哉
11thシングルの表題曲。フェードアウトせず完奏するアルバムバージョン。
5. curse
作詞：yasu
作曲：kiyo
編曲：Janne Da Arc、岡野ハジメ
6. GUILTY PAIN
作詞：yasu
作曲：ka-yu
編曲：Janne Da Arc、岡野ハジメ
7. ZERO
作曲：you
インストゥルメンタル。
8. still
作詞・作曲：yasu
編曲：Janne Da Arc、岡野ハジメ
9. AGE
作詞：yasu、kiyo
作曲：kiyo
編曲：Janne Da Arc、岡野ハジメ
10. seed
作詞・作曲：yasu
編曲：Janne Da Arc、岡野ハジメ
9thシングルの表題曲。
11. Plastic
作詞：yasu
作曲：you
編曲：Janne Da Arc、岡野ハジメ
12. シルビア
作詞：yasu
作曲：you、yasu
編曲：Janne Da Arc、岡野ハジメ
ストリングスアレンジ：村山達哉
10thシングルの表題曲。

## 参加ミュージシャン
Janne Da Arc
- yasu：Vocal
- you：Guitar
- ka-yu：Bass
- kiyo：Keyboards
- shuji：Drums

Additional Musician
- 岡野ハジメ：Fretless Bass (#1)、Sampler (#2)、Chorus (#8)、Percussion (#9,11)
- 桐山村山ストリングス：Strings (#4,12)